# Moacir Rodrigues dos Santos
Moacir Rodrigues dos Santos (Timóteo, 21 de març de 1970-20 de juliol de 2024) fou un futbolista brasiler, que ocupava la posició de migcampista.
En el seu país va militar en equips de primera fila com el Flamengo, l'Atlético Mineiro o el Corinthians. L'estiu de 1993 dona el salt a Europa per jugar amb l'Atlètic de Madrid, on només disputa 11 partits. A l'any següent fitxa pel Sevilla FC, on tampoc gaudeix de la titularitat i s'apunta 30 partits en dues campanyes a l'equip andalús.
El 1996 retorna al Brasil, per jugar amb Internacional i amb la Portuguesa. Després d'una estada al japonés Tokyo Verdy, militaria en equips més modestos del seu país, com l'Ituano o l'Uberaba.
Va guanyar el 1997 el Campionat Carioca i el Torneig Rio - São Paulo amb el Flamengo. Títols jugant per l'Atlético Mineiro: Campionat mineiro (1988, 1989, 1991) i Copa Conmebol (1992).

## Selecció
Moacir va ser sis vegades internacional amb la selecció brasilera, tot marcant un gol. Va jugar-hi entre 1990 i 1991.